# Lumpinee Boxing Stadium

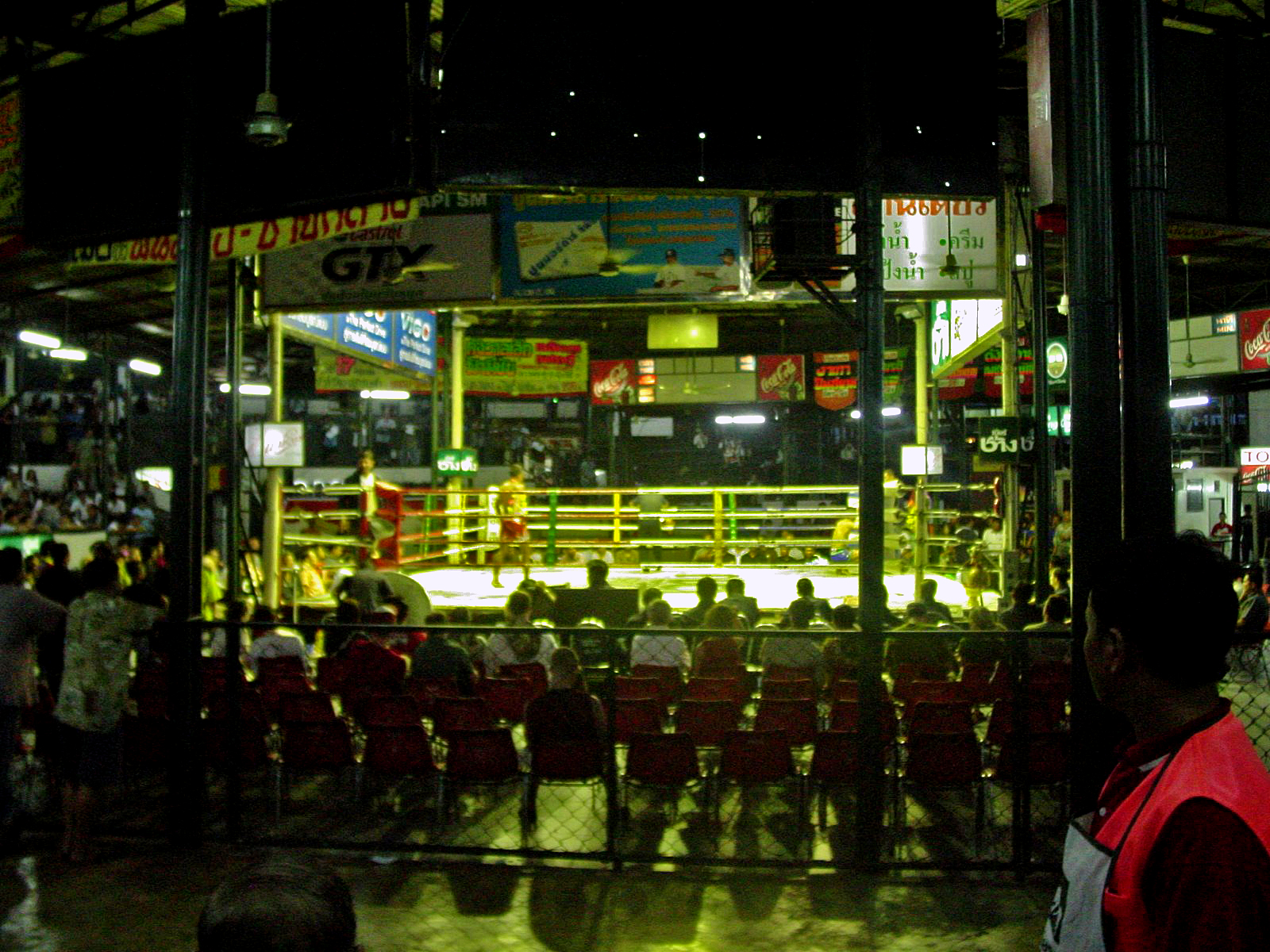

Lumpinee Boxing Stadium ou Estádio de Muay Thai Lumpinee, (Tailandês: สนามมวยเวทีลุมพินี) é uma arena coberta, localizada em Banguecoque, na Tailândia. Inaugurado mais de uma década depois do Ratchadamnoen Boxing Stadium, o Lumpinee é gerido pelo Royal Thai Army,o Exército Tailandês, em nome do governo da Tailândia. O estádio tornou-se o símbolo do atual Muay Thai. Somente o estádio Ratchadamnoen tem capacidade para competir com o Lumpinee pelo prestígio de possuir o título de "Campeão de Muay Thai de Lumpinee". Os sistemas de ranking são realizados seguindo a categoria de Flyweight (111 lb) até Welterweight (154 lb).
São realizados todas as terças, sextas e sábados. O combate começa geralmente por volta das 18 horas e os preços dos ingressos variam entre 200฿ e os 2000฿.

## História
O General Prapas Jarusatien foi a força motriz que impulsionou a construção do estádio Lumpinee, o segundo estádio nacional de Muay Thai construído na Tailândia posteriormente a Ratchadamnoen. Lumpinee abriu as portas a 8 de dezembro de 1956. O estádio é atualmente gerido pelo Departamento do Exercito Real da Tailândia, em que todos os rendimentos dos combates vão para o apoio aos vários departamentos do Exército tailandês.
Presentemente, existem onze promotores que possuem a responsabilidade de conduzirem os combates ao estádio. As regras são as mesmas que no Ratchadamnoen, em que os lutadores têm de pesar mais de 45,4kg, terem uma idade superior a 15 anos e onde a diferença de peso entre os atletas não varie mais do que 2,3 quilogramas. Não é permitida a presença de mulheres no estádio e tão pouco no ringue.
Um dos mais famosos campeões do Lumpinee foi Dieselnoi Chor Thanasukarn que vigorou sem qualquer derrota de 1981 até 1984, mantendo assim o título de peso leve por 4 anos consecutivos. O atleta foi obrigado a se aposentar das competições por simplesmente não existir adversário algum capaz de o derrotar, não só pela consequência do seu peso mas também pela elevada forma física em que se encontrava.

### Alguns famosos campeões que participaram no Lumpinee
- Buakaw Por. Pramuk
- Samart Payakaroon
- Dieselnoi Chor Thanasukarn
- Anuwat Kaewsamrit
- Saenchai Sor. Kingstar
- Matee Jedeepitak
- Peter Smit
- Coban Lookchaomaesaitong
- Ramon Dekkers
- Rob Kaman
- Ivan Hippolyte
- Dany Bill
- Saiyok Pumpanmuang
- Yodsanklai Fairtex
- Jomhod Kiatadisak

### Apostas
O Lumpinee Boxing Stadium é um dos poucos locais na Tailândia onde os jogos de apostas são permitidos. A aposta é feita por sinais de mão, tal como num pregão de bolsa de valores. Muitas as vezes esses sinais são mal interpretados por um dos lados originando em lutas adicionais fora do ringue entre os gamblers que apostaram o dinheiro.
O serviço de segurança no Lumpinee é gerenciado pela polícia militar. Os turistas costumam ocupar os lugares mais dispendiosos, próximos do ringue, enquanto que os apostadores e apreciadores preferem os segundo e terceiro aneis no andar de cima.